# Linfangectasia intestinale
La linfangectasia intestinale è una malattia dovuta a una ostruzione del drenaggio linfatico dell'intestino tenue che porta a perdita enterica di proteine, ipoprotidemia, malassorbimento ed edema.
Questa malattia è caratterizzata da dilatazione dei vasi linfatici, diarrea cronica e perdita di proteine come l'albumina sierica e la globulina. È considerata una forma cronica di enteropatia con perdita di proteine.

## Epidemiologia
Patologia rara. Colpisce entrambi i sessi e più frequentemente i bambini e giovani adulti, anche se sono stati descritti casi a insorgenza neonatale.

## Eziologia
La causa più comune di linfangectasia era la malformazione congenita dei vasi linfatici. La linfangectasia secondaria può essere causata da granulomi o tumori che causano un'ostruzione linfatica o da un aumento della pressione venosa centrale (CVP) che causa un drenaggio linfatico anormale. L'aumento della CVP può essere causato da pericardite o insufficienza cardiaca del lato destro. La malattia infiammatoria intestinale può anche portare a infiammazione dei vasi linfatici e linfangectasia attraverso la migrazione di cellule infiammatorie attraverso i linfatici.
L'ipoplasia dei vasi linfatici viscerali con conseguente aumento della pressione e dilatazione degli stessi. La rottura dei vasi linfatici porta a una eliminazione della linfa, in cui sono contenuti grassi e proteine, nell'intestino con ipoprotidemia e steatorrea. L'alta incidenza di vasi linfatici alterati anche a livello retroperitoneale e toracico fa pensare a un difetto generalizzato del sistema linfatico.

## Clinica
È caratterizzata dalla presenza di edema, effusioni di chilo, dolori addominali, vomito, steatorrea, calo ponderale o ritardo nella crescita, malassorbimento con conseguente ipoprotidemia, ipocalcemia, deficit di vitamine liposolubili e deficit di vitamina B12.

## Diagnosi
La diagnosi si basa essenzialmente sulla dimostrazione della perdita enterica di proteine mediante macromolecole marcate con radioisotopi e sulla presenza, alla biopsia intestinale, di linfatici dilatati nella lamina propria e della sottomucosa, con villi a forma di clava per la distorsione causata dai linfatici. A livello laboratoristico si riscontrano ipoprotidemia, ridotti livelli plasmatici di albumina, immunoglobuline, transferrina e ceruloplasmina, eventuali segni di malassorbimento (ipocalcemia, ipovitaminosi). Frequenti sono una linfocitopenia, da perdita di linfociti con la linfa, e un'anomala ipersensibilità ritardata. RX dell'addome e TC possono mostrare un quadro di edema della mucosa e l'interessamento dell'intestino tenue. La linfoangiografia mostra linfatici ipoplasici.

## Trattamento
È essenzialmente dietetica, con una dieta iperproteica a basso consumo lipidico, privilegiando i trigliceridi a catena media, arricchita con olio MCT, che vengono trasportati dal sistema venoso portale invece che dal sistema linfatico. Studi sono stati fatti sull'uso dell'octreotide che sembra ridurre la perdita di proteine.
Il trattamento a lungo termine comprende l'uso dei corticosteroidi e dell'antiplasmina.